# Viola de divisiones

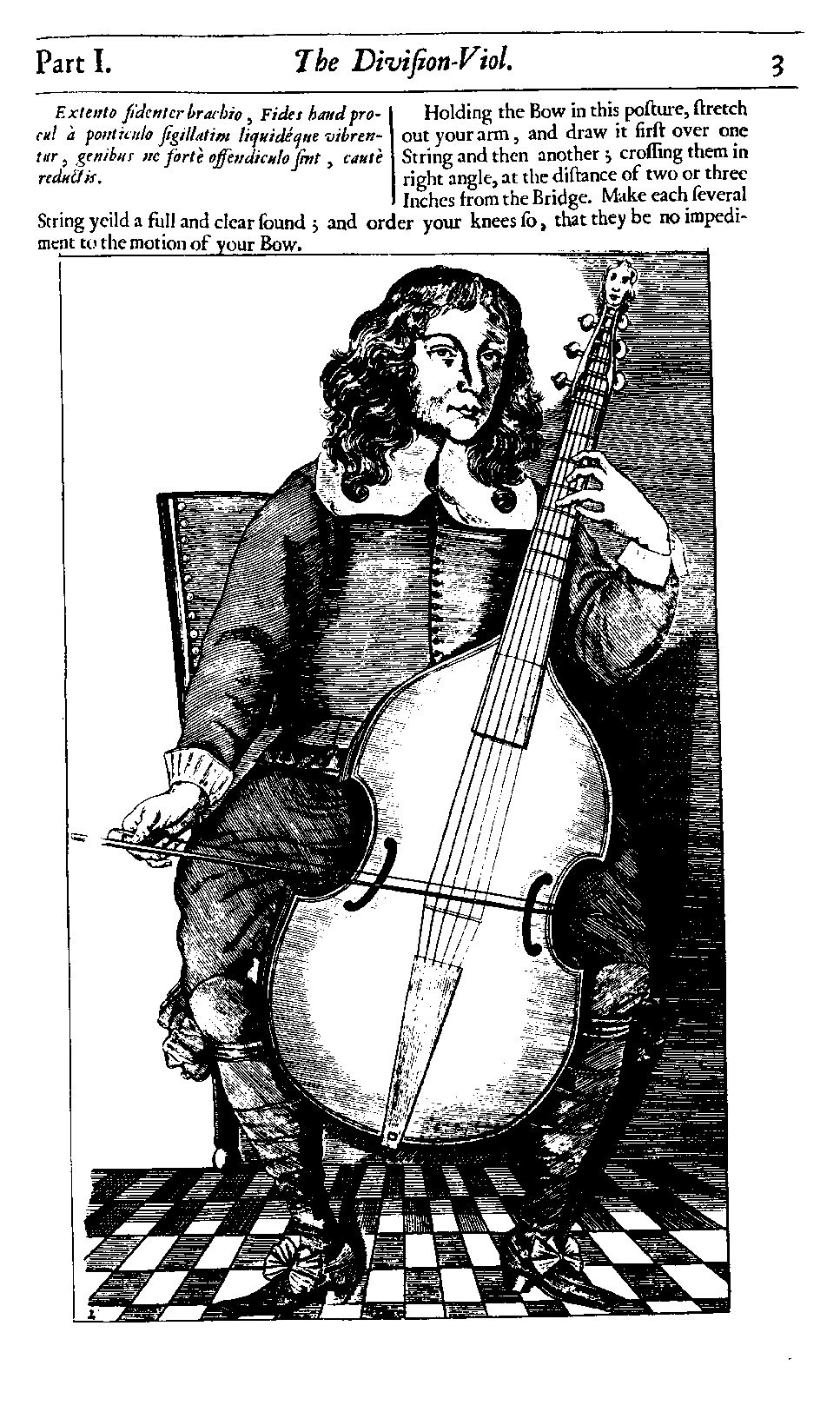
De The Division-viol, una explicación e ilustración de la postura adecuada al tocar la viola. Dice: "Sosteniendo el arco en esta postura, extiende el brazo y pásalo primero sobre una cuerda y luego sobre otra; cruzándolas en ángulo recto, a una distancia de dos o tres pulgadas del puente. Haz que cada cuerda produzca un sonido pleno y claro; y ordena tus rodillas de manera que no sean impedimento al movimiento de tu arco."

La viola de división es un tipo de viola bajo inglés, que fue popular a mediados del siglo XVII, pero que actualmente está experimentando un renacimiento propio debido al movimiento hacia la interpretación históricamente informada . John Playford menciona la viola de división en su libro: "A Brief Introduction" de 1667, describiéndola como más pequeña que una viola baja de consort, pero más grande que una viola lira . 
Como su nombre sugiere, la viola de división está destinada a música muy ornamentada y para las improvisaciones . La viola de división también tenía un rango muy amplio con la afinación Re – Sol – do – mi – la – re', lo que dio como resultado la capacidad de los intérpretes expertos de tocar divisiones en cualquier parte de una pieza vocal polifónica . 
La música para la viola de división era principalmente lineal, aunque ocasionalmente había pasajes parecidos a la de la viola lira, y la música estaba escrita en un pentagrama, en lugar de en tablatura como la música de la viola lira.
Christopher Simpson, un destacado violista, escribió un tratado sobre cómo tocar la viola de división, aptamente titulado The Division-viol, o The Art of Playing ex tempore to a Ground (La Viola de División, o El arte de tocar al compás de un motivo)(1665), y también The Division-Violist (El Violista de división) (1659). Ambos son utilizados con frecuencia como referencias por aquellos interesados en la interpretación históricamente informada de la viola.
Aunque la viola de división es un instrumento especializado para tocar variaciones, las variaciones del mismo período en el que floreció este instrumento tenían casi la misma probabilidad de tocarse en un bajo de consort o en una viola lira, y los instrumentos construidos como violas de división ciertamente se usaban en consorts cuando se reunían.